# Drittes Kaiserliches Ei

Drittes kaiserliches Ei

Das Dritte kaiserliche Ei ist ein Fabergé-Ei, das in der Werkstatt des russischen Juweliers Carl Fabergé unter der Leitung des Goldschmieds August Holmström angefertigt wurde. Das Ei war ein Geschenk zum Osterfest 1887 des russischen Kaisers Alexander III. an seine Ehefrau Maria Fjodorowna.
Das ungeöffnet 8,2 Zentimeter hohe Ei ist nach dem Ersten Hennen-Ei aus dem Jahr 1885 und dem verschollenen Hennenei mit Saphir-Anhänger das dritte „kaiserliche“ Fabergé-Ei. Es besteht aus Gold und weist eine senkrecht geriffelte Oberfläche auf. Das Oberteil lässt sich durch das Betätigen eines diamantenbesetzten Druckknopfs öffnen. Im Inneren befindet sich eine goldene Damenuhr, die hochgeklappt das weiße Zifferblatt sichtbar werden lässt. Der aus Farbgold gefertigte dreibeinige Ständer ist mit Diamanten und drei großen Saphiren im Cabochonschliff besetzt.
Das Ei gelangte nach der Ermordung der Zarenfamilie und der Flucht der Zarenmutter ins dänische Exil in den sowjetischen Staatsbesitz und schließlich in den Kunsthandel. 1964 wurde es in New York City unerkannt von Parke-Bernet versteigert und war anschließend verschollen. Als es 2011 in dem Auktionskatalog von 1964 erkannt wurde, setzte eine intensive Suche ein, die aber ohne Erfolg blieb. Das Ei war zwischenzeitlich an einen Goldhändler verkauft worden, die Medien bezeichnen ihn als „Schrotthändler“, der das Ei 2013 an den Londoner Juwelier und Fabergé-Experten Wartski verkaufte. Wartski veräußerte das Ei im folgenden Jahr an einen unbekannten Sammler. 2021 wurde das Ei vom Victoria and Albert Museum, London, UK, erworben.

## Hintergrund
1885 begann der russische Juwelier Carl Fabergé mit der Fabrikation aufwändig gestalteter Ostereier, von denen bis 1894 zehn Stück an den russischen Zaren Alexander III. verkauft wurden. Dieser schenkte sie jeweils zum Osterfest seiner Ehefrau Maria Fjodorowna. Nach dem Tod Alexanders setzte sein Sohn Nikolaus II. die Tradition bis 1916 mit vierzig weiteren Eiern für die Zarin Alexandra Fjodorowna und die Zarenmutter Maria Fjodorowna fort. Die beiden Eier für 1917 wurden nicht mehr ausgeliefert. Neben den 52 „kaiserlichen“ Fabergé-Eiern wurde mehr als ein Dutzend für private Auftraggeber hergestellt.

## Beschreibung
Das Dritte kaiserliche Ei ist ungeöffnet mit seinem Ständer 8,2 Zentimeter hoch. Das abnehmbare eigentliche Ei besteht aus Gelbgold und hat eine ausgeprägte senkrechte Riffelung. Vorne befindet sich ein mit einem großen Diamanten besetzter Druckknopf. Dessen Betätigung ermöglicht das Hochklappen des oberen Drittels des Eis. Im Inneren des Eis ist eine Damenuhr von Vacheron Constantin aus 14 Karat Gold verborgen. Die Uhr hat ein weiß emailliertes Zifferblatt mit einem äußeren Zahlenring für die Minuten von 0 bis 55, und einem inneren Ring mit den römischen Zahlen von I bis XII für die Stunden. Die beiden durchbrochenen Zeiger bestehen aus Gold und sind mit kleinen Diamanten besetzt. Das vordere Gehäuse der Uhr wurde entfernt, und sie wurde in einen Halter eingepasst, der das Hochklappen der Uhr beim Öffnen des Eis erlaubt.
Der Ständer der Uhr besteht aus drei Sorten Farbgold. Der oben liegende massive Ring trägt das goldene Ei, unten ist eine runde Platte als Verbindung der drei Beinpaare und als Stütze eingearbeitet. Die drei Beinpaare kragen oben bogenförmig aus, unten enden sie in doppelten Löwenpranken als Füße. Sowohl der obere Ring, als auch die Beinpaare sind an den Außenseiten mit Ornamenten und Blütendekoren versehen. Jeweils in der Mitte zwischen zwei Beinpaaren befindet sich auf dem Ring ein großer Saphir als Cabochon, der in diamantbesetzte goldene Bögen gefasst ist. Die Saphire sind mit Girlanden aus Rosenblüten und Blättern aus dreifarbigem Gold verbunden, die an den Beinpaaren einen herabhängenden Kranz bilden.

## Provenienz und Forschungsgeschichte

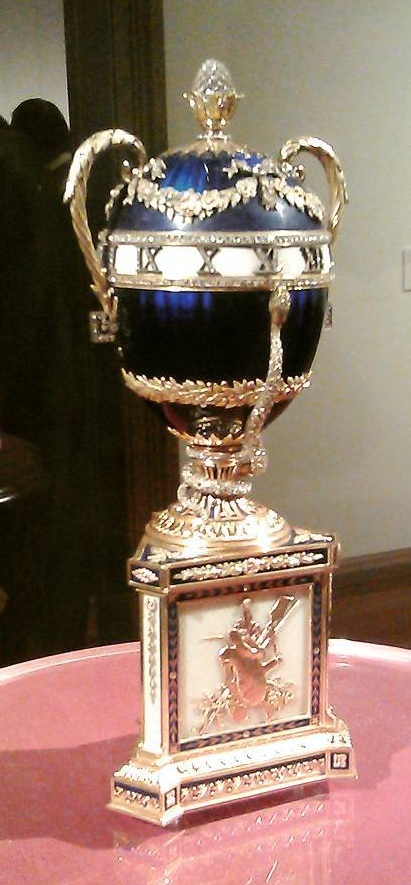
Blaues Uhrenei mit Schlange, 1895

Das Dritte kaiserliche Ei wurde von dem Juwelier Carl Fabergé für 2160 Silberrubel für Kaiser Alexander III. angefertigt. Alexander schenkte es seiner Ehefrau, der Zarin Maria Fjodorowna, als Geschenk zum Osterfest 1887. Mitte September 1917 wurden etwa 40 Fabergé-Eier im Auftrag der Regierung Kerenski in die Rüstkammer des Moskauer Kremls gebracht, das Dritte kaiserliche Ei wurde dabei in einem Inventar aufgeführt: „Art. 1548. Eine goldene Damenuhr, geöffnet und in ein goldenes Ei mit einem Diamanten montiert. Das letztere auf einem goldenen dreibeinigen Ständer mit drei Saphiren. Nummer 1644“. Die Fabergé-Eier und zahlreiche weitere Wertgegenstände aus dem Besitz der 1918 ermordeten Zarenfamilie wurden zwischen dem 17. Februar und dem 24. März 1922 dem Rat der Volkskommissare der RSFSR übergeben. Dabei wurde auch das Dritte kaiserliche Ei wieder in einem Inventar als Artikel 68/1548 genannt: „Ein goldenes Ei mit Uhr, Druckknopf mit Diamant und Ständer mit drei Saphiren und Diamanten im Rosenschliff“.
Das Ei galt seit 1922 als verschollen, und die Fabergé-Forschung ordnete das Blaue Uhrenei mit Schlange an seiner Stelle für das Jahr 1887 in die Reihe der „kaiserlichen“ Eier ein. 1964 wurde das Dritte kaiserliche Ei unerkannt im Auftrag einer Mrs. Rena Clark von Parke-Bernet in New York City versteigert. Die Beschreibung wies umfangreich auf die kostbaren Materialien und die hochwertige Verarbeitung hin, ohne jedoch Fabergé zu erwähnen. Das Ei wurde am 7. März 1964 für 2450 US-Dollar an einen Unbekannten verkauft. Um 2004 wurde es auf einem Antikmarkt im Mittleren Westen der Vereinigten Staaten für 13.302 Dollar an einen Goldhändler verkauft, der sein Einkommen mit dem Ankauf gold- und silberhaltiger Objekte und deren Weiterverkauf zum Materialpreis aufbesserte. Bei dem Ei hatte er sich verschätzt, sein Kaufpreis überstieg den beim Verkauf zu erlösenden Betrag deutlich.
2007 wurde auf einem neu aufgetauchten Foto einer Wohltätigkeitsausstellung in Sankt Petersburg im Jahr 1902 zwei bislang unbekannte Fabergé-Eier entdeckt. Eines galt zunächst als das verschollene Nécessaire-Ei von 1889, wurde aber später als das Dritte kaiserliche Ei identifiziert. 2011 entdeckten zwei Fabergé-Kenner in dem Auktionskatalog von Parke-Bernet aus dem Jahr 1964 die Abbildung eines Objekts, das dem Foto von der Ausstellung im Jahr 1902 entsprach. Dieser Hinweis wurde von zahlreichen Massenmedien aufgegriffen und weltweit publiziert. 2012 versuchte der Besitzer im Internet mehr über das Ei herauszufinden, das seit fast einem Jahrzehnt in seiner Küche lag. Er stieß auf die Medienberichte und nahm Kontakt mit Wartski auf, dessen Gutachter das Ei auf den übersandten Fotos sofort erkannte. Für das Ei, dessen Wert in den Medien mit 20 Millionen US-Dollar beziffert wurde, konnte durch Vermittlung Wartskis ein Käufer gefunden werden, der das Ei für einen ungenannten Betrag erwarb.

## Ausstellungen

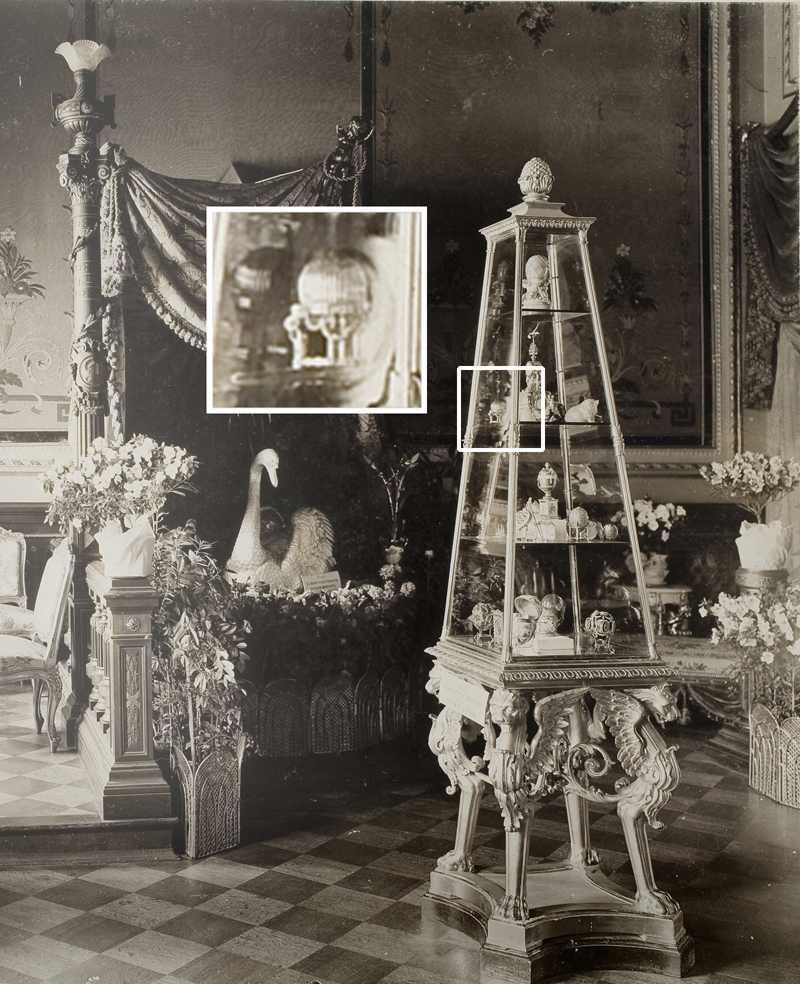
Wohltätigkeitsausstellung, Sankt Petersburg 1902, das Dritte Kaiserliche Ei im vergrößerten Bildausschnitt

Bei der Weltausstellung Paris 1900 wurden als Leihgabe des Zarenhofs neben zahlreichen weiteren Fabergé-Objekten 14 der bis dahin 20 gefertigten „Kaiserlichen“ Fabergé-Eier präsentiert. Nur sieben davon konnten bislang identifiziert werden. Ob auch das Dritte Kaiserliche Ei gezeigt wurde, ist nicht bekannt. Im März 1902 wurde im Petersburger Palais des Baron Paul Pawlowitsch von Derwis unter der Schirmherrschaft von Alexandra Fjodorowna eine Wohltätigkeitsausstellung mit Objekten von Fabergé durchgeführt. Dabei wurden zahlreiche Kunstwerke gezeigt, meist aus dem Besitz der Zarenfamilie, einschließlich zahlreicher Fabergé-Eier. Diese Ausstellung war erst die zweite Präsentation von „Kaiserlichen“ Fabergé-Eiern und die erste in Russland.
Im April 2014 wurde das zuletzt 1902 öffentlich ausgestellte Dritte Kaiserliche Ei vier Tage lang bei Wartski in London der Öffentlichkeit präsentiert.